# Arrondissements de la Haute-Loire

Les trois arrondissements de la Haute-Loire en région Auvergne-Rhône-Alpes, en 2017.

Le département de la Haute-Loire comprend trois arrondissements.

## Composition
| Nom                            | Code Insee | Superficie (km2) | Population (dernière pop. légale) | Densité (hab./km2) | Modifier             |
| ------------------------------ | ---------- | ---------------- | --------------------------------- | ------------------ | -------------------- |
| Arrondissement d'Yssingeaux    | 433        | 1 159,70         | 86 295 (2022)                     | 74                 | modifier les données |
| Arrondissement de Brioude      | 431        | 1 886,80         | 44 778 (2022)                     | 24                 | modifier les données |
| Arrondissement du Puy-en-Velay | 432        | 1 930,70         | 97 088 (2022)                     | 50                 | modifier les données |
| Haute-Loire                    | 43         | 4 977,00         | 228 161 (2022)                    | 46                 | modifier les données |

## Histoire
- 1793 : création du département de la Haute-Loire avec trois districts : Brioude, Monistrol, Le Puy.
- 1800 : création des arrondissements de Brioude, Le Puy et Yssingeaux
- 1926 : suppression de l'arrondissement d'Yssingeaux
- 1942 : restauration de l'arrondissement d'Yssingeaux
- 1988 : Le Puy devient Le Puy-en-Velay[1]
- 2007 : Le canton de Saugues passe de l'arrondissement du Puy-en-Velay à l'arrondissement de Brioude[2].